# 广覆盖互联网中继器增强系统
广覆盖互联网中继器增强系统（英語：Wide-coverage Internet Repeater Enhancement System，WIRES）是一个八重洲公司创建的连接至互联网的、使用网络协议通话技术（VoIP）的业余无线电中继台事实标准，允许使用这些中继台的任何业余无线电台通过VoIP彼此通信。
WIRES使用双音多频信号（DTMF）通过互联网与其他联网的WIRES电台建立连接 。由于WIRES并未使用任何私有的信号或协议，任何支持DTMF、带有DTMF键盘的电台都可以用于建立连接。